# بانتليريا

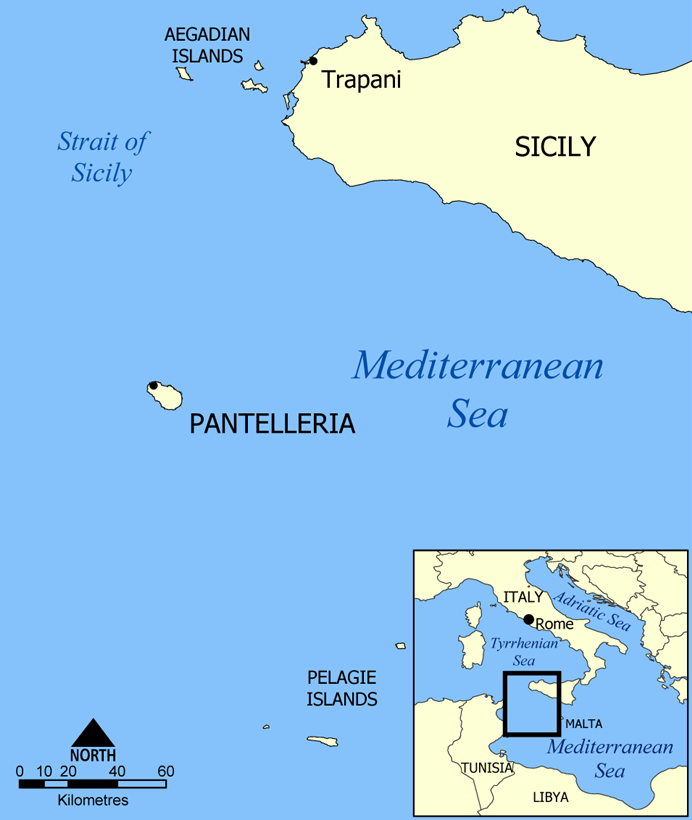
موقع جزيرة قوصرة بين إيطاليا وتونس

قَوْصَرَة أو بانتليريا (بالإيطالية: Pantelleria) جزيرة إيطالية تقع في مضيق صقلية في البحر الأبيض المتوسط، وقد سماها المسلمون بِنْتَ الرِّيَاحِ، وهي على بعد 70 كم شرق الوطن القبلي (تونس) و100 كم جنوب غرب صقلية (إيطاليا). تمثل جزيرة قوصرة، في التقسيم الإداري الإيطالي، بلدية تابعة لمقاطعة طرابنش.

## السكان
في سنة 1861 بلغ عدد السكان 6٬181 نسمة، وتطور العدد ليصل في سنة 2011 لـ 7٬493 نسمة.
يظهر هذا المخطط البياني تطور النمو السكاني لـ بانتليريا

## التاريخ
وفدها العرب والأمازيغ، حوالي عام 700 م، من سواحل إفريقية (تونس) حيث كان يطلق عليها اسم بنت الرياح نظرا لإن الرياح كانت تلازم سواحلها.
استمر الحكم الإسلامي للجزيرة لعدة قرون، كما نقل المسلمون إليها العديد من الزراعات مثل القطن والتين والزيتون وزودوها بثروة حيوانية، ونتيجة للقرب من إفريقية، اتخذها القائد الإسلامي أسد بن الفرات عام (212هـ 827م) مركزا لجيشه لفتح جزيرة صقلية المجاورة لها.

حكم صقلية سلالة الأغالبة في «إفريقية» (الاسم القديم لما يُعرف اليوم بتونس)، ولما قضى الفاطميون الإسماعيليون على دولة الأغالبة عام (297 هـ/ 909 م)، ورثوا أسطولها وممتلكاتها ودخلت صقلية في فلك الدولة الفاطمية، وصار يحكمها ولاة من قبل الحكام الفاطميين سواء في المهدية أو في القاهرة لاحقا
سيطر عليها النورمان منذ 1189 ثم أصبحت تحت حكم مملكة صقلية.

## معرض صور

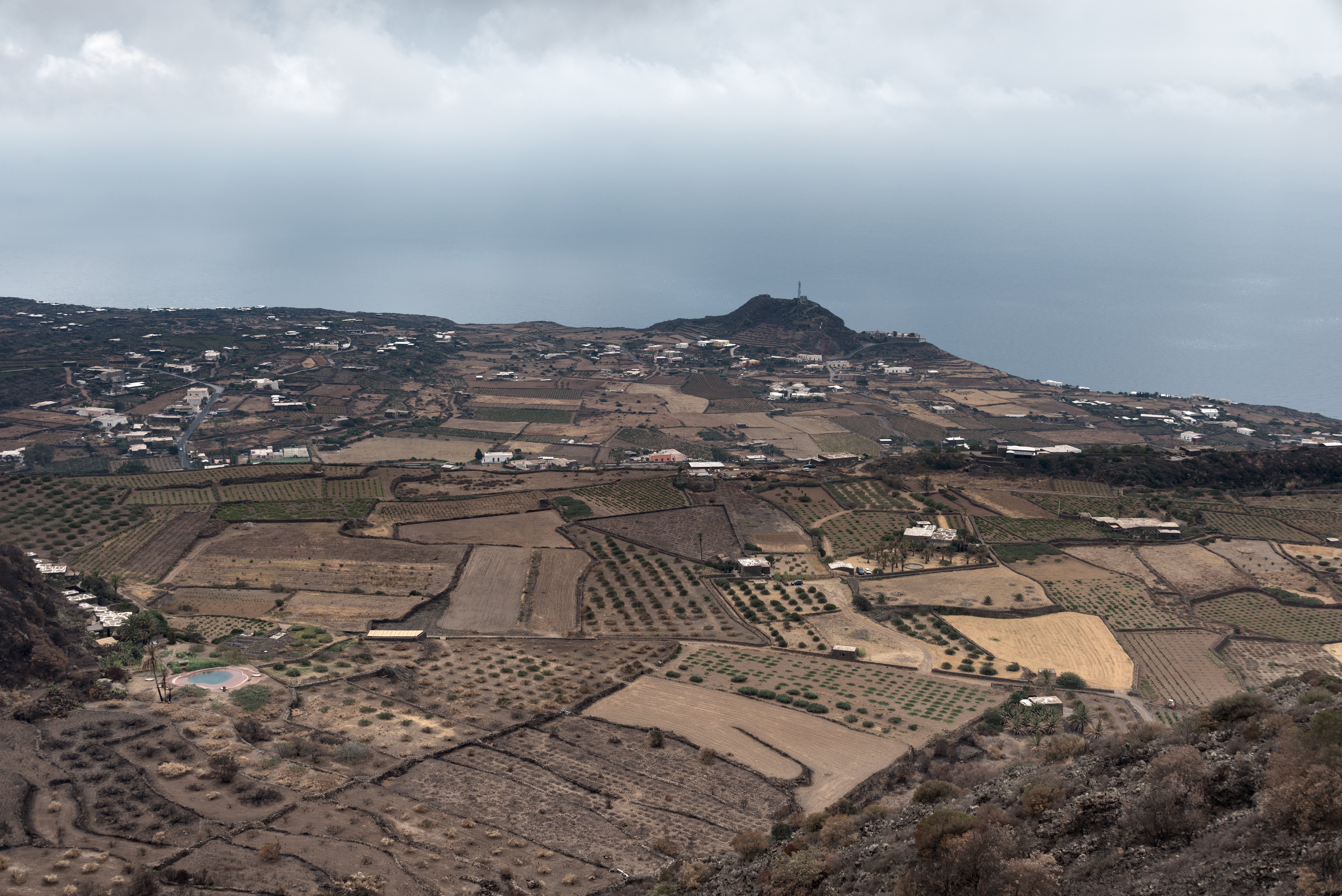
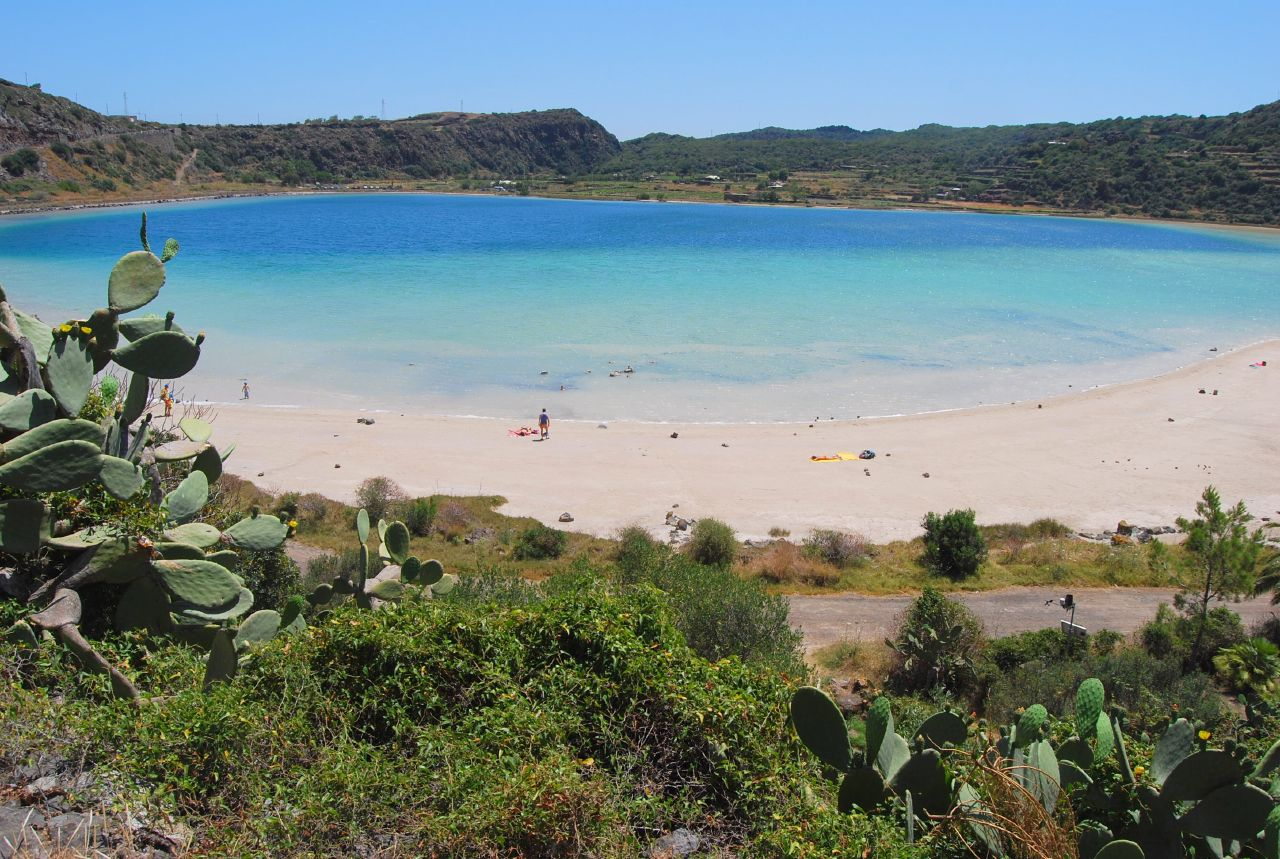
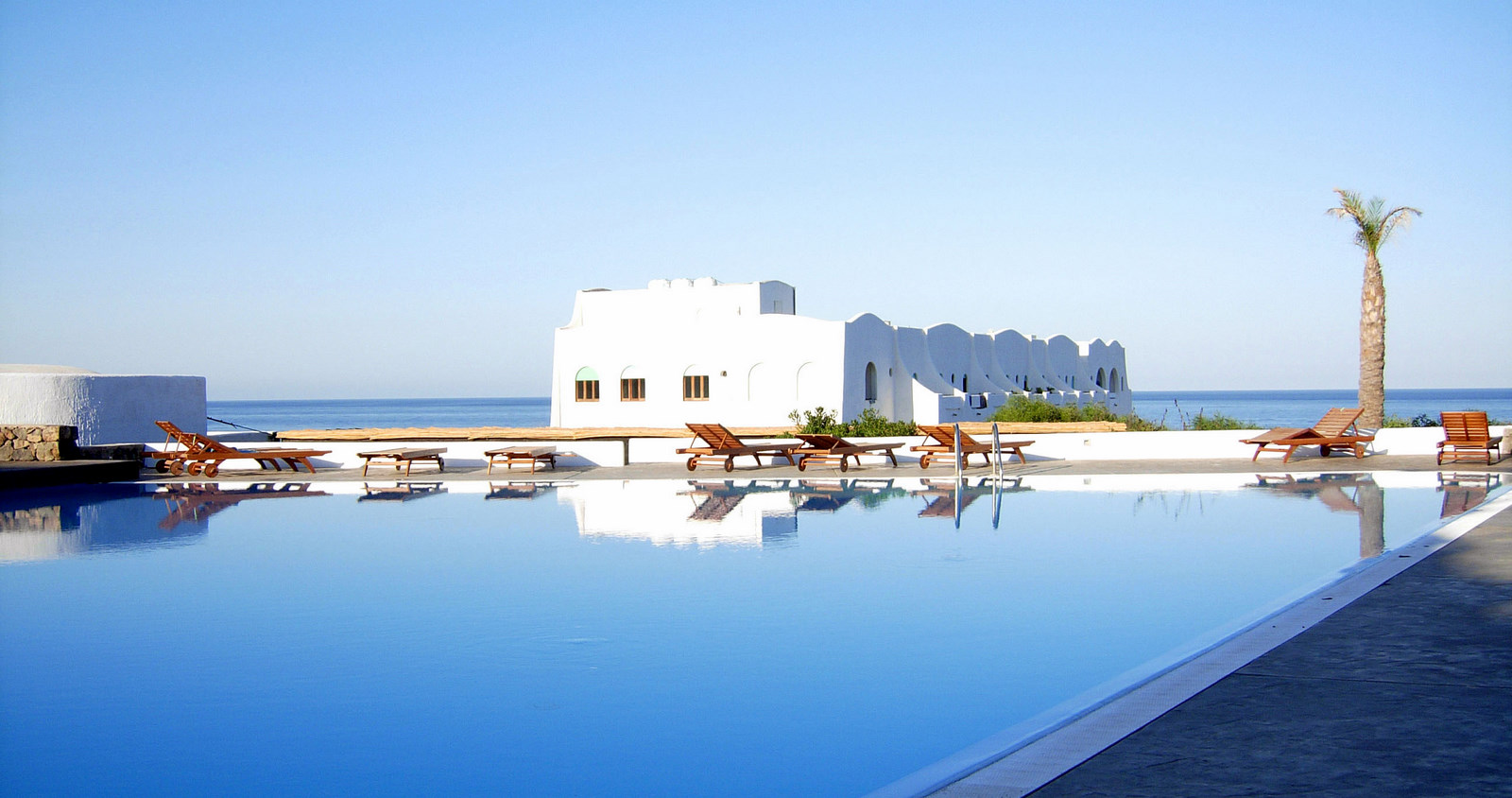
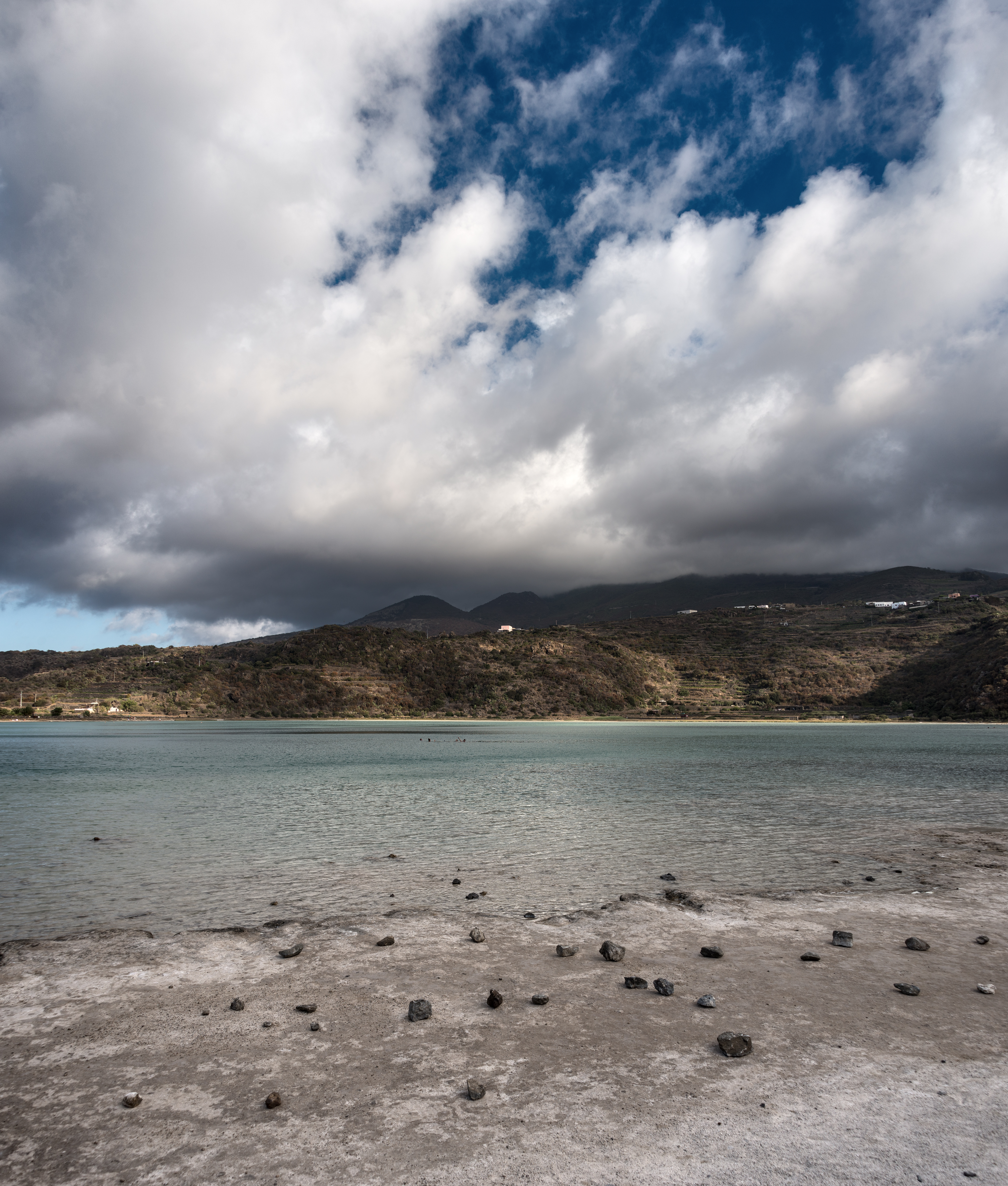
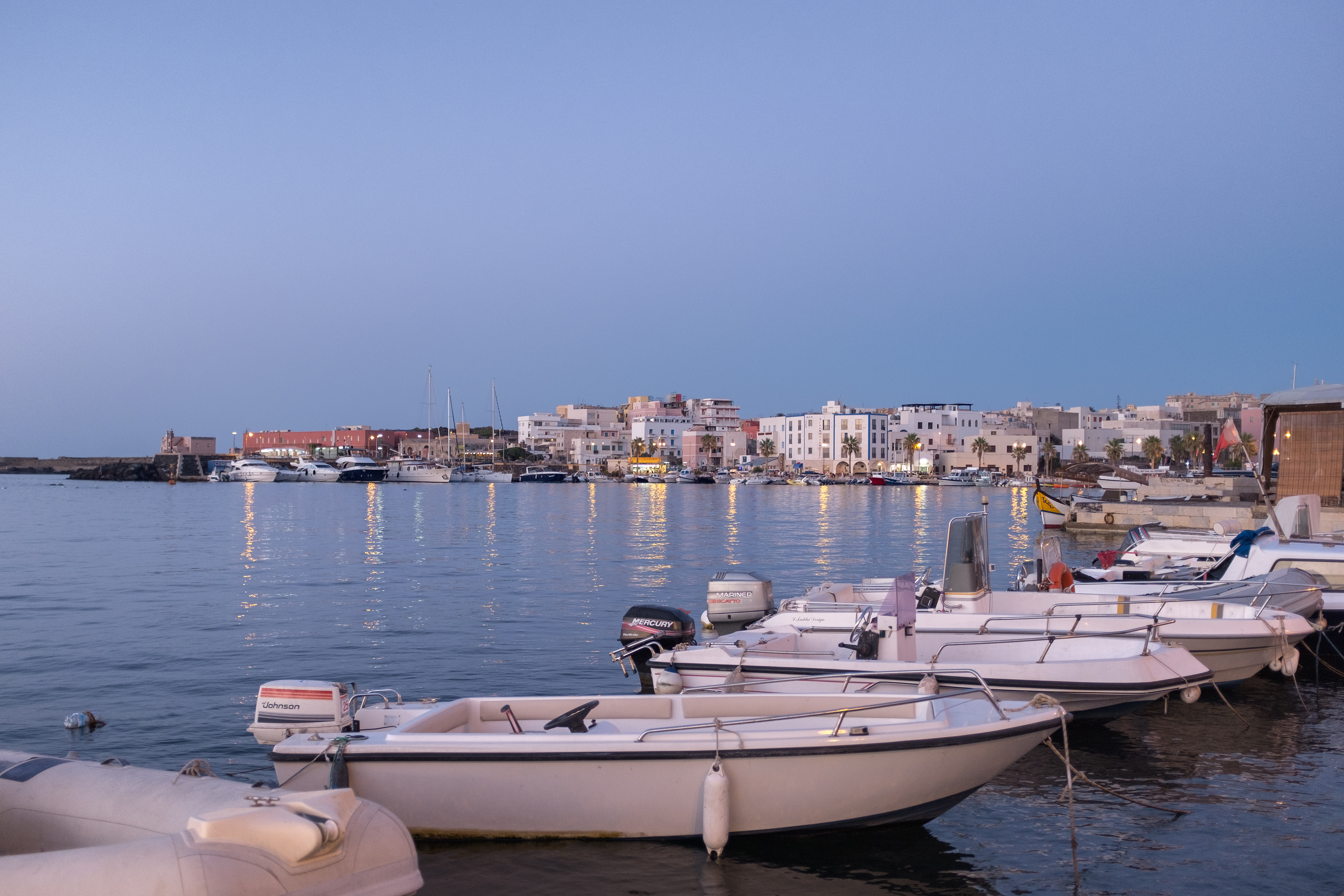